# Insulae

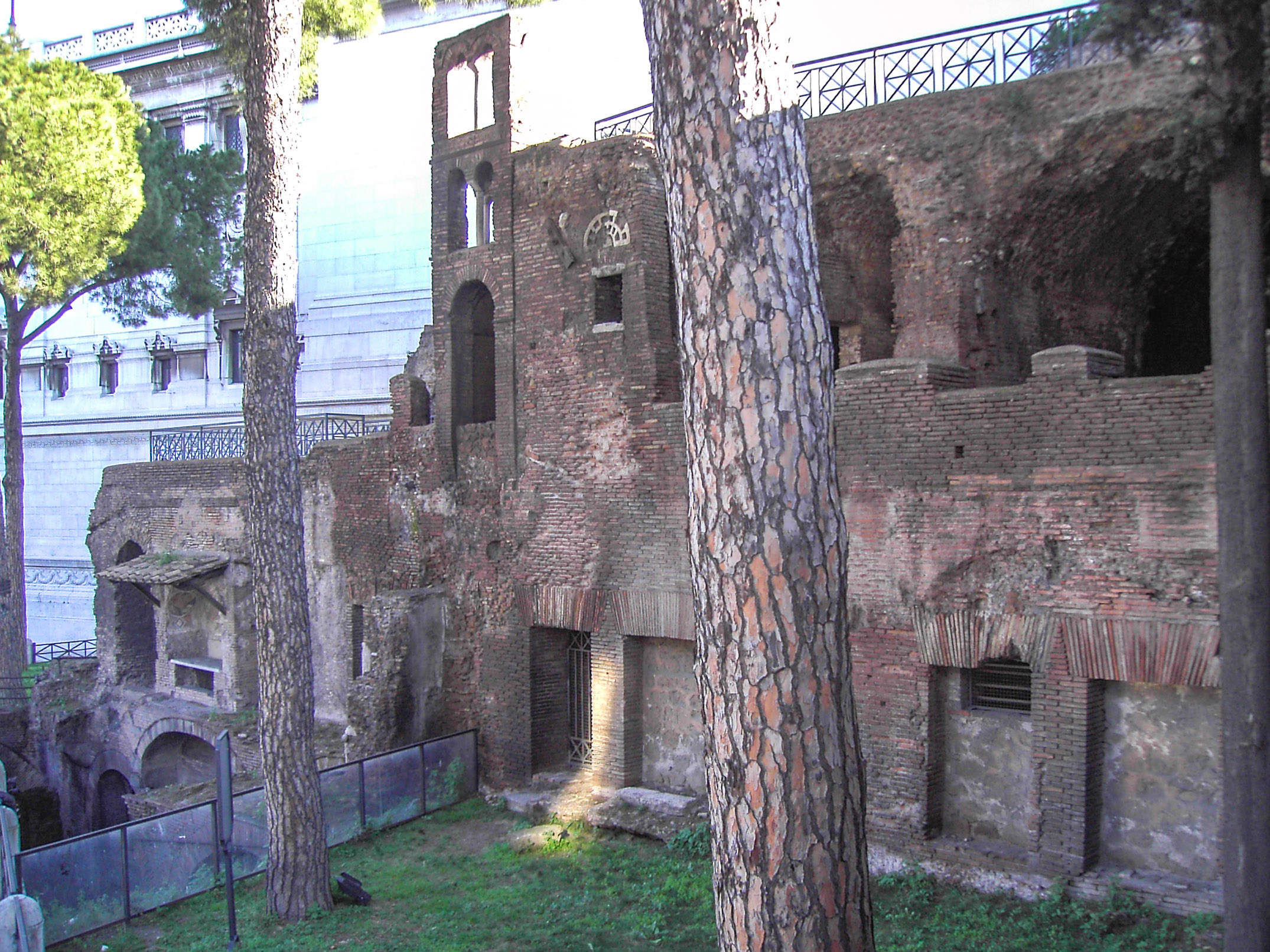
Ruinas de una insula cerca del Capitolio en Roma

La insulae eran bloques de viviendas —normalmente en régimen de alquiler— de varios pisos en la Antigua Roma. Eran utilizadas por los ciudadanos que no podían permitirse tener viviendas particulares (domus).

## Historia
Surgieron en el siglo III a. C., durante el período de la República romana, los romanos se inspiraron en las viviendas de los cartagineses para crear las ínsulas. Solucionando el problema de sobrepoblación emergente. 
En la parte inferior se instalaban tiendas y talleres (tabernae). Las insulae se construían de ladrillo y argamasa, similares a los edificios de apartamentos actuales. Los ejemplos mejor conservados, fechados en los siglos II y III, están en Roma cerca del Capitolio y en Ostia (el puerto de Roma), donde se han clasificado dos tipos:
- Primer tipo: en el que se sitúan tiendas y talleres en la planta baja. En el entresuelo se disponían los alojamientos para los trabajadores de estos negocios y las plantas superiores se dividían en apartamentos.

- Segundo tipo: en la planta baja en lugar de tiendas y talleres se disponían las viviendas en torno a un jardín o a un pasillo.

## Enlaces
- Reconstrucción virtual de una ínsula romana de Bílbilis (Calatayud)
- Los problemas de la vivienda popular en Roma

- Datos: Q827617
- Multimedia: Insula / Q827617

1. 1 2  «Las insulas, los edificios romanos de varios pisos de altura». www.imperivm.org. 25 de mayo de 2020. Consultado el 10 de noviembre de 2023.
2. 1 2 3  «Ínsulas. Pisos de la Antigua Roma | tiovivo creativo». 25 de septiembre de 2018. Consultado el 10 de noviembre de 2023.